# Antigona
Antigona (starogrško Ἀντιγόνη, latinizirano: Antigóne) je v grški mitologiji herojinja in princesa. Bila je hči Ojdipa, kralja Teb, in Jokaste. Klasično različico njene zgodbe opisuje istoimenska Sofoklejeva drama, ki je bila verjetno prvič izvedena leta 442 pr. n. št. Obstajajo tudi drugi viri, ki delno odstopajo od tega opisa. Tragedija temelji na mitu o tebanski kraljevi družini.
Antigona je s sestra Ismeno spremljala slepega očeta Ojdipa v izgnanstvo. Zatočišče je našla v Kolonu blizu Aten. Ko jo je stric Kreon hotel ugrabiti, jo je rešil Tejrezij. Po Ojdipovi smrti se je vrnila v Tebe, da bi preprečila prerokovan dvoboj bratov. Po Ojdipovem odhodu sta si oblast v Tebah delila njegova sinova Polinejk in Eteokles. Ko je brat pregnal Polinejka, je ta zbral vojake in začel oblegati Tebe. V spopadu sta se brata medsebojno pobila. Tu se začne delo Sofokleja.

## Vsebina
Med Ojdipovima sinovoma Eteoklom in Polinejkom pride do oboroženega spopada za nasledstvo kraljevega prestola. V usodni noči pride do dvoboja med njima, v katerem oba obležita mrtva. Antigona, njuna sestra, odvleče Polinejkovo truplo na Eteoklovo grmado, kjer pride sovraštvo med bratoma do izraza še po smrti.
Antigona skuša že takoj v uvodnem prizoru pridobiti sestro za sodelovanje pri bratovem pokopu, vendar brez uspeha. Dobrosrčna Ismena s povprečnim ženskim značajem sicer občuduje pogum svoje sestre, vendar njeno početje označi za blazno. Že ob prvem svitu je kralj Kreon, ki je ravnokar prevzel oblast, razglasil svoj vladarski program. Med drugim prepoveduje tudi pokop Polinejkovega trupla, ker je le-ta sodeloval v boju proti državi.
Antigona, ki raje kot zakonom države sledi nezapisanim človeškim zakonom, truplo kljub temu prekrije s tanko plastjo prahu in tako opravi simboličen obred pokopa. Ko je drugič ob njegovem truplu, da bi nanj izlila pitni dar, jo pri dejanju zalotijo stražarji. Odpeljejo jo pred kralja, kjer prizna svoje dejanje in Kreon jo obsodi na smrt. Kljub dejstvu, da je bila zaročenka njegovega sina Hajmona, jo ukaže živo zakopati v kamniti grob. Od tega ga ne more odvrniti nihče, dokler mu videc Tejrezias ne napove družinske tragedije. Kralj tako sklene pokopati Polinejkovo truplo in izpustiti Antigono, vendar je že prepozno. V grobnici najde obešeno truplo nečakinje, ki je naredila samomor. Zaradi žalosti ob izgubi najdražje si pred očetovimi očmi vzame življenje še Hajmon. Toda mera Kreonovega trpljenja še ni polna – ob novici o sinovi smrti si meč v prsi zabode še njegova žena Evridika.
Antigona je tako sicer fizično uničena, vendar je moralna zmagovalka; Kreon je ohranil svojo fizično eksistenco, vendar je za to plačal davek, saj je ob tem doživel popoln moralni zlom.

## Znana dela o Antigoni
- Sofoklej, drama, 442 pr. n. št.
- Anouilh, drama, 1942
- Carl Orff, opera, 1949
- Dominik Smole, drama, 1960
- Dušan Jovanović, drama, 1996
- Slavoj Žižek, drama, 2015

## Poimenovanja
Po njej se imenuje asteroid 129 Antigona (129 Antigone).